# 次氯酸钡
次氯酸钡是一种无机化合物，化学式为Ba(OCl)2，或写作Ba(ClO)2。它是次氯酸的钡盐，仅已知存在于溶液中。它可用作三价铜化合物制备的氧化剂。